# Strażnica WOP Barwinek
Strażnica Wojsk Ochrony Pogranicza Barwinek – zlikwidowany podstawowy pododdział Wojsk Ochrony Pogranicza pełniący służbę graniczną na granicy polsko-czechosłowackiej.
Strażnica Straży Granicznej w Barwinku – zlikwidowana graniczna jednostka organizacyjna Straży Granicznej realizująca zadania bezpośrednio w ochronie granicy państwowej ze Republiką Słowacką.

## Formowanie i zmiany organizacyjne
Strażnica została sformowana w 1945 w strukturze 39 komendy odcinka jako 176 strażnica WOP (Barwinek) o stanie 56 żołnierzy. Kierownictwo strażnicy stanowili: komendant strażnicy, zastępca komendanta do spraw polityczno-wychowawczych i zastępca do spraw zwiadu. Strażnica składała się z dwóch drużyn strzeleckich, drużyny fizylierów, drużyny łączności i gospodarczej. Etat przewidywał także instruktora do tresury psów służbowych oraz instruktora sanitarnego.
W marcu 1947 sformowano Krośnieńską Komendę WOP w Krośnie w skład której została włączona strażnica WOP Barwinek.
Wiosną 1947 strażnica WOP wróciła do Barwinka i otrzymała numer 176.
W związku z reorganizacją oddziałów WOP, 24 kwietnia 1948 176 strażnica OP Barwinek została włączona w struktury 41 samodzielnego batalionu Ochrony Pogranicza w Krośnie, a w 1950 1 Brygady WOP w Krośnie.
W 1952, w związku z rozformowaniem 1 Brygady WOP w Krośnie, odcinek i pododdziały przejęła 26 Brygada WOP w Przemyślu. W miejscu postoju rozformowanej brygady sformowano 265 batalion WOP Krosno, któremu podporządkowano 7 strażnic w tym strażnicę w Barwinku, która miała numer 176 w skali kraju.
Od 15 marca 1954 wprowadzono nową numerację strażnic, a strażnica WOP Barwinek III kategorii otrzymała nr 176 w skali kraju, w strukturach 265 batalionu WOP.
W 1957, w 3 Brygadzie WOP w Nowym Sączu przeformowano 18 strażnic WOP w placówki WOP, w tym strażnicę WOP w Barwinku.
1 stycznia 1960 była jako 28 placówka WOP Barwinek kategorii II w strukturach 264 batalionu WOP w Sanoku 3 Brygady WOP w Nowym Sączu.
1 stycznia 1964 była jako 22 placówka WOP Barwinek kategorii II w strukturach 264 batalionu WOP w Sanoku.
1 września 1989 Strażnica WOP Barwinek została przekazana z Bieszczadzkiej Brygady WOP i włączona w struktury batalionu granicznego Karpackiej Brygady WOP w Sanoku Karpackiej Brygady WOP w Nowym Sączu i tak funkcjonowała do 15 maja 1991.
Straż Graniczna:
Po rozwiązaniu Wojsk Ochrony Pogranicza, 16 maja 1991 strażnica w Barwinku weszła w podporządkowanie Bieszczadzkiego Oddziału Straży Granicznej i przyjęła nazwę Strażnica Straży Granicznej w Barwinku (Strażnica SG w Barwinku).
W 2000 rozpoczęła się reorganizacja struktur Straży Granicznej związana z przygotowaniem Polski do wstąpienia, do Unii Europejskiej i  przystąpieniem do Traktatu z Schengen. Podczas restrukturyzacji wprowadzono kompleksową ochronę granicy już na najniższym szczeblu organizacyjnym tj. strażnica i graniczna placówka kontrolna. Wprowadzona całościowa ochrona granicy zniosła podział na graniczne jednostki organizacyjne ochraniające tylko tzw. „zieloną granicę” i prowadzące tylko kontrole ruchu granicznego. W wyniku tego, 2 stycznia 2003, nastąpiło zniesie strażnicy SG w Barwinku. Ochraniany przez strażnicę odcinek granicy, przejęła Graniczna Placówka Kontrolna SG w Barwinku (GPK SG w Barwinku).

## Ochrona granicy
1 stycznia 1964 na ochranianym odcinku przez placówkę funkcjonowało przejście graniczne małego ruchu granicznego i małego ruchu turystycznego obsługiwanie przez załogę placówki:
- Barwinek-Vyšný Komárnik.

W ochronie granicy dowódcy strażnicy WOP Barwinek ściśle współpracowali ze swoimi odpowiednikami tj. naczelnikami placówek OSH (Ochrana Statnich Hranic) CSRS.

## Zasięg terytorialny
W 1960, 28 placówka WOP Barwinek II kategorii ochraniała odcinek granicy państwowej o długości 19 500 m:
- Włącznie od znaku granicznego nr I/148, wyłącznie do znaku granicznego nr I/174.

Straż Graniczna:
Z chwilą utworzenia Bieszczadzkiego Oddziału Straży Granicznej w Przemyślu, w maju 1991 strażnica SG w Barwinku ochraniała odcinek granicy państwowej z Czechosłowacją:
- Włącznie od znaku granicznego nr I/147, wyłącznie do znaku granicznego nr I/171[18].
- Linia rozgraniczenia z:

1. Strażnicą SG w Jaśliskach: włącznie znak gran. nr I/147, dalej góra Tokarnia, góra Ostróg, górą Obłaz, górą Kamińska 639,3 dalej granicą gmin Iwonicz-Zdrój oraz Dukla
2. Strażnicą SG w Ożennej: wyłącznie znak gran. nr 1/171, dalej granicą gmin Dukla oraz Krempna i Nowy Żmigród.

## Strażnice/placówki sąsiednie
- 175 strażnica WOP Jaśliska ⇔ 177 strażnica WOP Ożenna − 1946
- 175 strażnica OP Jaśliska ⇔ 177 strażnica OP Huta Polańska − 1950
- 175 strażnica WOP Jaśliska kat. II ⇔ 177 strażnica WOP Huta Polańska kat. III – 15.03.1954
- 29 placówka WOP Lipowiec ⇔ 27 placówka WOP Ożenna – 1.01.1960
- 23 placówka WOP Lipowiec kat. II ⇔ 21 placówka WOP Ożenna kat. II – 1.01.1964
- Strażnica WOP Jaśliska Lądowa ⇔ Strażnica WOP Ożenna Lądowa – 1990[15]

Straż Graniczna:
- Strażnica SG w Jaśliskach ⇔ Strażnica SG w Ożennej – 16.05.1991[18].

## Dowódcy/komendanci strażnicy
- Józef Moliński (1.02.1950[e]–31.01.1950[f])[19]
- Zdzisław Dudzic (17.08.1981[g]–30.08.1984[h][20]
- kpt. Bogusław Mirowski[21]  (27.08.1984[i]–28.09.1989)[14]

Komendanci strażnicy SG:
- ppor. SG Tadeusz George (od 16.05.1991)[22].

## Upamiętnienie

Pomnik Pamięci Żołnierzom WOP i SG we wsi Barwinek (sierpień 2011)
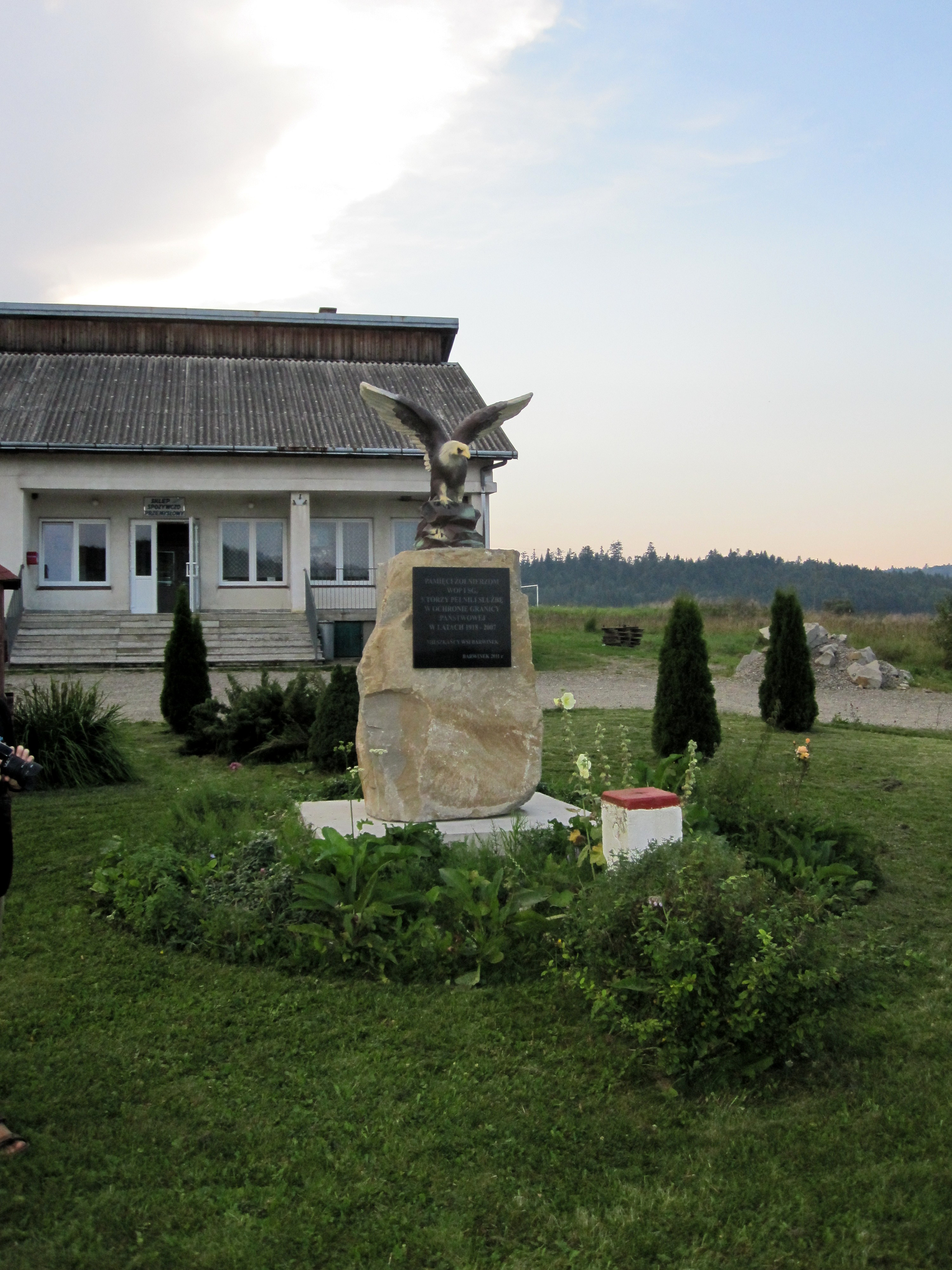
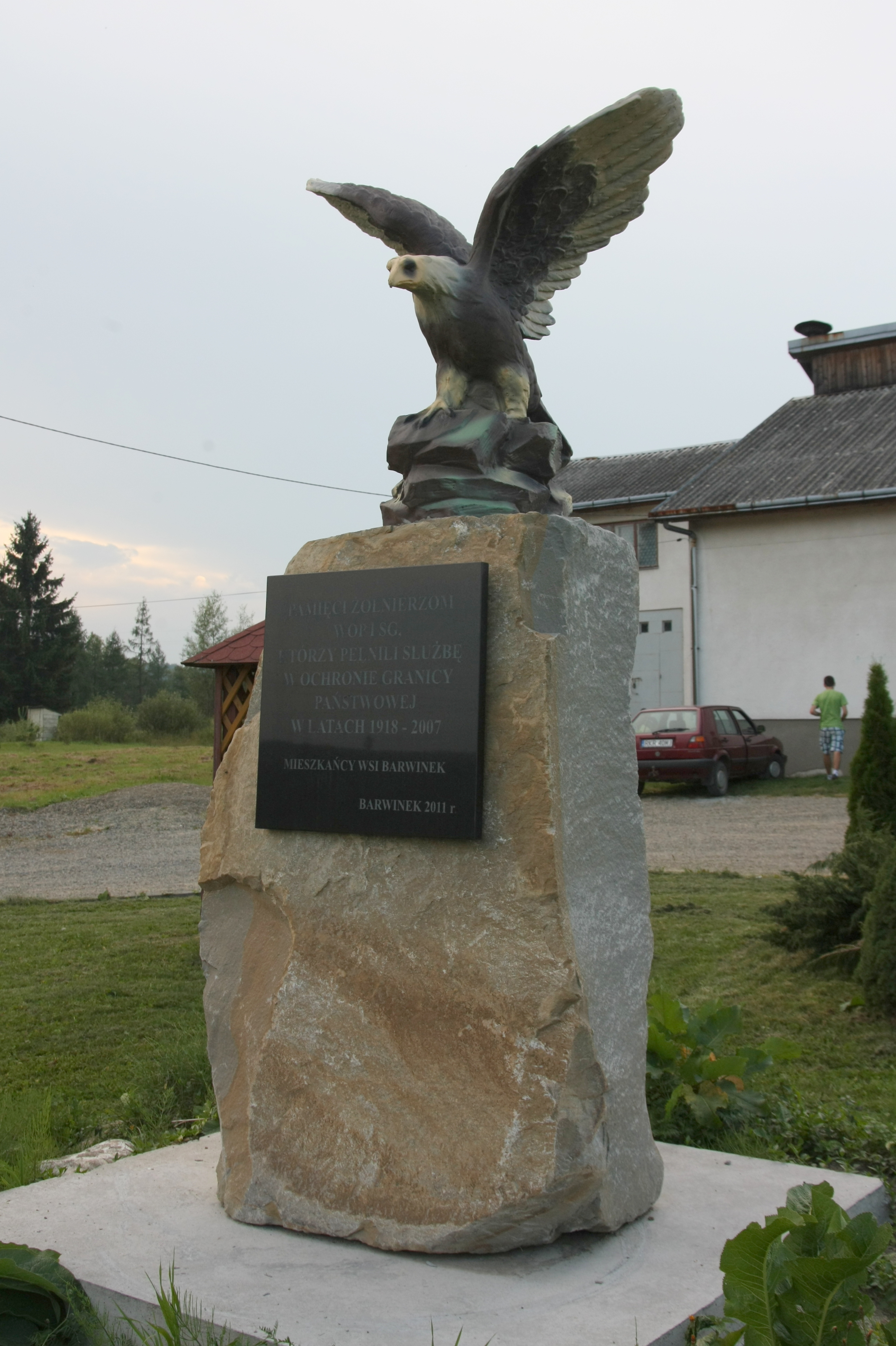
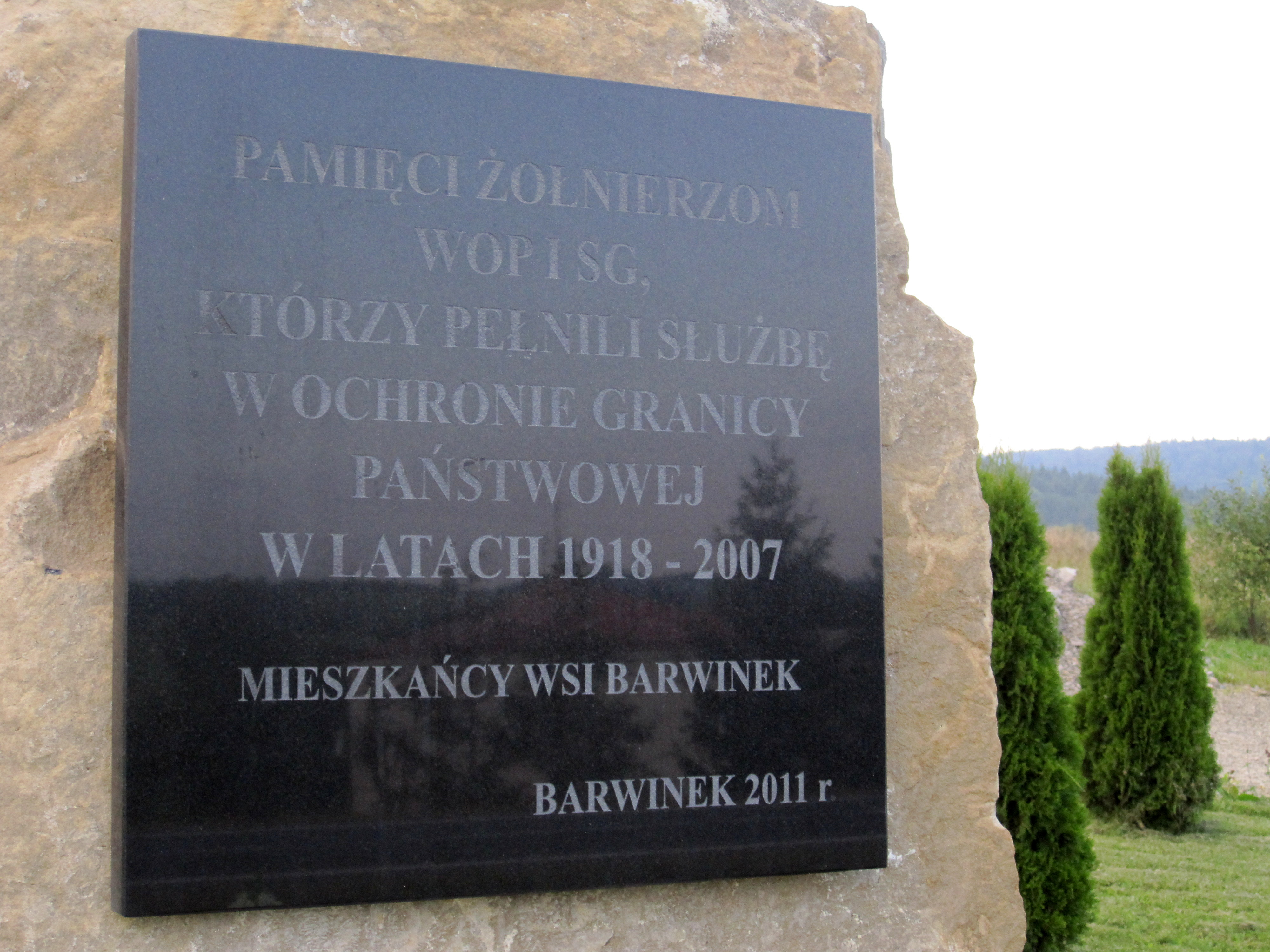
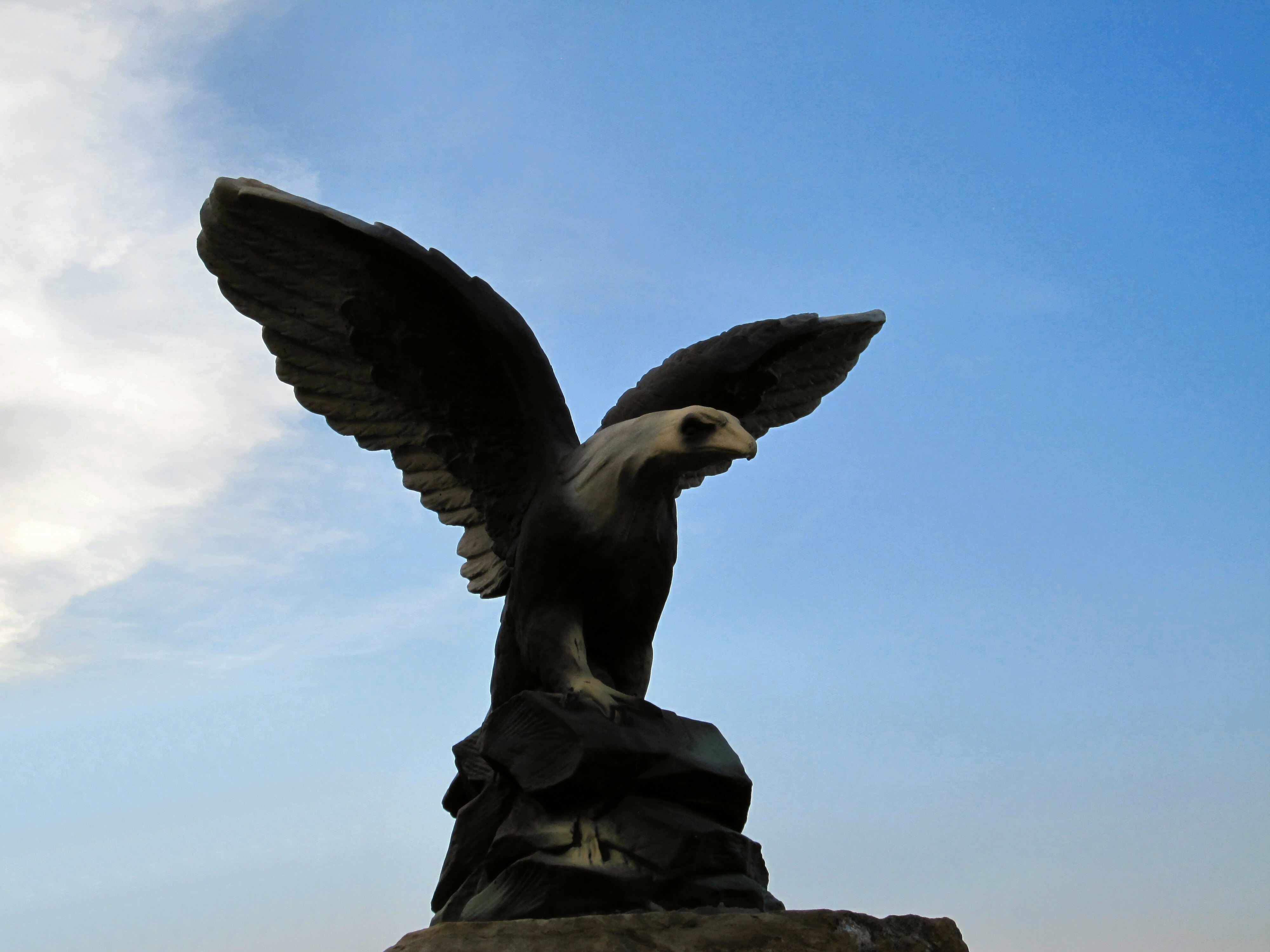